# Andreas Ulmer
Andreas Ulmer (ur. 30 października 1985 w Linzu) – piłkarz austriacki grający na pozycji lewego obrońcy.

## Kariera klubowa
Karierę piłkarską Ulmer rozpoczął w amatorskim klubie SK Lenze Asten. Następnie trenował w juniorach LASK Linz, a potem został piłkarzem Austrii Wiedeń. W austriackiej Bundeslidze zadebiutował 28 maja 2005 w wygranym 5:1 domowym meczu z Admirą Wacker Mödling. W latach 2004–2008 Ulmer występował głównie w rezerwach Austrii i nie przebił się do składu pierwszej drużyny. W pierwszym zespole Austrii rozegrał trzy spotkania ligowe. W 2007 roku zdobył z Austrią Puchar Austrii.
Latem 2008 roku Ulmer przeszedł z Austrii do SV Ried, w którym wywalczył miejsce w podstawowym składzie. Swoje pierwsze spotkanie w barwach Ried rozegrał 9 lipca 2008 w meczu z Rheindorf Altach (3:0). W Ried spędził rundę jesienną sezonu 2008/2009.
Na początku 2009 roku Ulmer odszedł do Red Bull Salzburg. W klubie tym zadebiutował 22 lutego 2009 w spotkaniu z Rapidem Wiedeń (2:1). W rundzie wiosennej sezonu 2008/2009 był podstawowym zawodnikiem Red Bulla i wywalczył z nim swoje pierwsze w karierze mistrzostwo Austrii.
| Sezon   | Klub                 | Kraj    | Rozgrywki  | Mecze | Bramki |
| ------- | -------------------- | ------- | ---------- | ----- | ------ |
| 2004/05 | Austria Wiedeń       | Austria | Bundesliga | 1     | 0      |
| 2004/05 | Austria Wiedeń amat. | Austria | Erste Liga | 25    | 0      |
| 2005/06 | Austria Wiedeń amat. | Austria | Erste Liga | 18    | 0      |
| 2006/07 | Austria Wiedeń       | Austria | Bundesliga | 2     | 0      |
| 2006/07 | Austria Wiedeń amat. | Austria | Erste Liga | 20    | 1      |
| 2007/08 | Austria Wiedeń amat. | Austria | Erste Liga | 32    | 0      |
| 2008/09 | SV Ried              | Austria | Bundesliga | 22    | 1      |
| 2008/09 | Red Bull Salzburg    | Austria | Bundesliga | 15    | 0      |
| 2009/10 | Red Bull Salzburg    | Austria | Bundesliga | 36    | 0      |
| 2010/11 | Red Bull Salzburg    | Austria | Bundesliga | 9     | 0      |
| 2011/12 | Red Bull Salzburg    | Austria | Bundesliga | 20    | 1      |
| 2012/13 | Red Bull Salzburg    | Austria | Bundesliga | 26    | 0      |
| 2013/14 | Red Bull Salzburg    | Austria | Bundesliga | 30    | 2      |
| 2014/15 | Red Bull Salzburg    | Austria | Bundesliga | 21    | 2      |
| 2015/16 | Red Bull Salzburg    | Austria | Bundesliga | 34    | 1      |
| 2016/17 | Red Bull Salzburg    | Austria | Bundesliga | 30    | 4      |
| 2017/18 | Red Bull Salzburg    | Austria | Bundesliga | 26    | 3      |
| 2018/19 | Red Bull Salzburg    | Austria | Bundesliga | 28    | 0      |
| 2019/20 | Red Bull Salzburg    | Austria | Bundesliga | 29    | 2      |
| 2020/21 | Red Bull Salzburg    | Austria | Bundesliga | 30    | 0      |

## Kariera reprezentacyjna
W reprezentacji Austrii Ulmer zadebiutował 11 lutego 2009 roku w przegranym 0:2 towarzyskim spotkaniu ze Szwecją.